# Список персонажей и актёров телесериала «Универ»
«Универ» — российский телесериал-ситком телеканала ТНТ про жизнь студентов, проживающих в одном блоке общежития, который является главным местом действия.
В эфире с 25 августа 2008 года по 19 мая 2011 года.

## Главные герои

#### Александр (Саша) Сергеев
Александр Сильвестрович Сергеев (Андрей Гайдулян) — сын олигарха Сильвестра Андреевича Сергеева. Сбежал из лондонского университета и поступил в российский университет на астрономический факультет. Отказывается брать у отца деньги, предпочитая всего добиваться своими силами. Иногда его стремление к самостоятельности и тяга к астрономии граничат с паранойей.
С 217-й серии — отец Алёши. С 255-й серии — муж Тани Архиповой.

#### Татьяна (Таня) Архипова
Татьяна Николаевна Архипова (Валентина Рубцова) — студентка юридического факультета из Королёва, с 3-го сезона — аспирантка. Очень целеустремлённая девушка с консервативными моральными принципами, отличница. В начале сериала — доверчивая, нервная, неуравновешенная, но постепенно набирается уверенности. Имеет комплексы по поводу своей внешности, особенно маленького размера груди.
В 217-й серии у неё рождается сын Алёша от Саши Сергеева. С 255-й серии она жена Саши.

#### Эдуард (Кузя) Кузьмин
Эдуард Васильевич Кузьмин (Виталий Гогунский) — студент филологического факультета. Успешный спортсмен, занимался карате (известен как «Торнадо»), получил чёрный пояс, но из-за травмы головы ему пришлось покинуть данный вид спорта. Увлекается игрой на гитаре, пишет песни, с которыми успешно выступает. Также был актёром студенческого театра. Родился в Агаповке, но значительное время провёл в Кургане, о чём часто вспоминает с ностальгией и рассказывает забавные истории про своих родственников и друзей.
Простой деревенский парень, не отличается интеллектом и сообразительностью (IQ — 60), но отлично играет в шахматы. Доверчив, добр и бесхитростен. Довольно часто свои мысли и чувства выражает фразами «Потеря потерь!», «Блин блинский!», «Крутяк», «Точняк» и другими подобными словами.
Имел продолжительный роман с Аллой Гришко.

#### Алла Гришко
Алла Юрьевна Гришко (Мария Кожевникова) — студентка психологического факультета, красавица-блондинка из Тюмени. Расчётлива и практична. Первоначально вела достаточно распущенный образ жизни и имела множество поклонников, хотя имела и постоянные отношения — сначала с Кузей, потом — с Майклом.
Любимая фраза — «Пипец!», в зависимости от интонации отображает широкую гамму чувств.

#### Георгий (Гоша) Рудковский
Георгий Михайлович Рудковский (Алексей Гаврилов) — студент факультета журналистики из Запорожья. Большой бабник, хитрый и наглый; рассказывая небылицы, берёт у Кузи деньги и умеет шантажировать, но часто проявляет благородство и искренне ценит своих друзей. Обладает хорошим чувством юмора, но не знает цены своим шуткам. Временами склонен впадать в паранойю.
В 44-й серии был отчислен из университета. С 44-й по 157-ю серии проходил службу в армии. Вернулся в звании сержанта. По возвращении, несмотря на взаимную неприязнь, всё же подружился с Майклом.
Сначала пытался просто переспать с Лилей, но с 202-й серии они начали встречаться.

#### Лилия (Лиля) Волкова
Лилия Алексеевна Волкова (Лариса Баранова) — студентка биологического факультета, девушка из Уфы. Появилась в общежитии после того, как Таня и Саша «устроили пожар» и были выселены. Увлекается оккультными науками, эзотерикой и спиритизмом. Очень суеверна, любит народные средства. Всегда говорит правду в глаза (даже обидную), плохо хранит чужие секреты. Убеждённая вегетарианка. Феминистка, не любит несправедливость и старается бороться с ней как может (что порой кончается плачевно). Экстравагантна в одежде, поведении и чувстве юмора.
Поначалу противостояла всем попыткам Гоши переспать с ней, но с 202-й серии они начали встречаться.

#### Антон Мартынов
Антон Львович Мартынов (Станислав Ярушин) — после того, как Лиля и Гоша стали жить вместе в отдельной комнате, а Саша с Таней вернулись на Рублёвку, одно место в комнате парней некоторое время пустовало, пока в 220-й серии к ребятам в блок не подселили Антона Львовича Мартынова — сына олигарха Льва Андреевича Мартынова.
Студент экономического факультета. «Сослан» в универ отцом Львом Мартыновым (другом и бизнес-партнёром Сильвестра Андреевича) за безответственный образ жизни и в надежде, что жизнь в общаге сделает его больше похожим на Сашу Сергеева.
Антон — хам, наглец, сноб и пафосный «мажор». Любит выпить, злоупотребляет англицизмами. К людям относится потребительски, умело играя на их слабостях и чертах характера. Высокомерен, хитёр, изворотлив, избалован. Убеждён в своём превосходстве над остальными, не скрывает своего презрительного отношения к остальным обитателям общаги. После того, как отец перестал снабжать его финансами, не стал более приземлённым, но прочувствовал всю неблагоприятность своего положения.

#### Сильвестр Андреевич (Папа)
Сильвестр Андреевич Сергеев (Алексей Климушкин) — олигарх, отец Саши Сергеева. Крайне огорчён тем, что Саша не хочет жить как сын олигарха и стремится доказать свою независимость от отца и его денег, поэтому постоянно пытается вернуть Сашу к «нормальной» жизни или хотя бы как-то облегчить его студенческую жизнь, но тем не менее гордится самостоятельностью сына.
Циничен, суров, вспыльчив, но остроумен. Отличительная особенность — филигранная ругань. Его состояние — 2 800 000 000 $ (занимает 52-е место в списке «Forbes»), живёт на Рублёвке.
В 1990-х годах был сотрудником НИИ. Именно в то время от него ушла жена, оставив ему сына, из-за чего Сильвестр всерьёз занялся коммерцией и в результате сколотил своё состояние.
С 217-й серии — дедушка Лёшки. С 255-й серии — свёкор Тани.

## Второстепенные персонажи
Сяо Лан (Wang Chu Lan / 王楚兰)
Сяо Лан — новая соседка друзей из универа. По началу была доброй, милой. После того как Алла научила её выглядеть красиво, она решила что ей больше никто не нужен и начала вести распутный образ жизни. После, Алла дала ей карту магазина "Погребок" и Лан ушла и не вернулась. На данный момент, о актрисе сыгравшую Лан ничего не известно, её профиль в популярной соцсети для Китая "WeChat" нашли в апреле 2025 года, но она удалила его и все остались снова без информации. Поиски её личности все ещё продолжаются.

Гена (Андрей Свиридов)
Геннадий Алексеевич Виноградов — начальник охраны Сильвестра Сергеева. Родился в Златоусте. Служил в ВДВ. Исполнителен и компетентен в делах охраны. Несмотря на образ глуповатого верзилы, обладает некоторыми интеллектуальными данными, однако для Сильвестра Андреевича он не более, чем верный телохранитель.
Петрович (Александр Сухинин)
Алексей Петрович Соколов — комендант общежития № 3, где проживают герои сериала. Обладает суровым нравом и тягой к водке. Любимая фраза «Выселю!» употребляется им вне зависимости от ситуации.
Галина Архипова (Ирина Башкирева)
Галина Ивановна Архипова — мама Тани Архиповой и жена Николая.
С 217-й серии — бабушка Лёшки. С 255-й серии — тёща Саши.
Николай Архипов (Дмитрий Филимонов)
Николай Евгеньевич Архипов — папа Тани Архиповой и муж Галины.
С 217-й серии — дедушка Лёшки. С 255-й серии — тесть Саши.
Андрей «Терминатор» Горшков (Антон Белоуско)
Андрей Валерьевич Горшков — партнёр Кузи по карате, в спаррингах с ним чаще берёт верх. Как и Кузя, не наделён большим умом. Карьера, по словам Кузи, у него сложилась «удачно» и он уехал в Санкт-Петербург работать физруком в школе.
Илья (Велимир Русаков)
Первый парень Тани. Не получая от неё плотских утех, ходит налево. Ревнив, но уступил Таню Саше, испугавшись крутизны его отца.
Виталий Лысенко (Юрий Сазонов)
За определённую сумму одалживает людям технику. Безжалостен к должникам. Неравнодушен к Тане, но держит чувства при себе. Родом из Твери.
Суслопаров (Денис Жбанов)
Студент со смешной внешностью. Безответно влюблён в Аллу, готов выполнить любое её желание в обмен на её внимание.
Бикбулатова (Нелли Цай)
Занимается в общаге коммерческой деятельностью: одалживает платья за рефераты и подкручивает свои весы, чтоб впоследствии продавать «толстушкам» «Антижир».
Ирина (Юлия Маргулис)
В период размолвки с Таней Саша встречался со многими девушками, наиболее продолжительные отношения у него были с Ирой. Считает, что мужчины не способны хорошо готовить.
Владислав Вагин (Кирилл Иванченко)
Бывший школьный возлюбленный Тани, вновь нашли друг друга в «Одноклассниках». Поссорившись с Сашей, Таня ушла от него к Владу, в 92-й серии поженились, однако вскоре брак распался по инициативе Тани. Потом он нашёл невесту, очень похожую на Таню.
Ашот Тигранович Микаэлян (Ашот Кещян)
Старший брат Майкла. Добрый, доверчивый. Женат на яркой красавице Карине, но тем не менее у него иногда случаются «загулы», которые становятся причинами ссор с женой.
Эля (Валерия Чугунова)
Секретарша Сильвестра Андреевича. В сериале присутствует в основном только голосом в спикерфоне Сильвестра Андреевича. Блондинка, постоянно «сидящая» во «ВКонтакте» и «Одноклассниках». Очень ответственна, одевается скромно. В отличие от Аллы, одно время работавшей у Сильвестра Андреевича, не пользуется своим служебным положением для удачного замужества.
В конце 2-го сезона у Сильвестра Андреевича появляется другая секретарша — Юля, но позже Эля снова появилась в должности секретаря.
Виктория (Александра Негина)
Подруга Аллы. Появлялась в первых сезонах. Питала романтические чувства к Кузе. Уехала на 3 года во Францию на стажировку.
Андрон Маркович Прилуцкий (Михаил Самохвалов)
Олигарх и друг Сильвестра Андреевича, постоянно что-либо отмечал с ним в ресторане «Байрон». Подставил Сильвестра, украв его состояние, из-за чего тот некоторое время жил в общаге. Был обнаружен в Венесуэле сотрудниками правоохранительных органов.
Вера Павловна Аксёнова (Анна Яновская)
Преподаёт на филологическом факультете, на котором учится Кузя. Имеет духовный и поэтичный нрав, очень любит литературу и особенно поэзию. Пишет эротические романы. В неё и влюбился Сильвестр Андреевич во 2-м сезоне, но Вера Павловна далеко не сразу ответила ему взаимностью.
В последней серии 2 сезона Сильвестр Андреевич предложил ей выйти за него замуж и она согласилась, но поскольку свадьба так и не состоялась, в 119-й серии она уходит от Сильвестра к своему бывшему однокурснику Игорю и уезжает в Самару, где выходит за него замуж.
Тимофей Попов (Дмитрий Мазуров)
Безработный художник-абстракционист, встречался с Аллой несколько серий. Как подруга она его почему-то не интересовала, но, несмотря на частые угрозы, Алла всё равно к нему возвращалась. Выращивает у себя в комнате «стебель жизни» (коноплю). После того, как Алла рассталась с ним, работы Тимофея заметили и он стал богатым и знаменитым.
Елизавета Викторовна (Евгения Свиридова)
Режиссёр и актриса студенческого театра. Продолжительное время встречалась с Майклом до своего отъезда на стажировку в США.
Алёша (Артемий Широков)
Алексей Александрович Сергеев — сын Саши и Тани, внук Сильвестра Андреевича. Родился в 5-м сезоне. В сериале показывается редко, в основном в виде звуков из кроватки и люльки-переноски.
Дэн (Артемий Гринченко)
Музыкант-гитарист студенческой группы. Открыл для Кузи мир музыки. Его девушка Марго играет в группе на синтезаторе.
Пархоменко (Родион Долгирев)
Студент родом из Саратова, ученик Тани Архиповой. Строил ей различные козни, пока не «получил в глаз» от Саши. Но как показано в одной серии, где показана альтернативная линия событий, ненависть к Тане осталось до сих пор.
Андрей (Денис Курочка)
Администратор ночного клуба «EROS». Строг и требователен к подчинённым. От работы в женском коллективе у него (с его слов) выработался стойкий иммунитет на женское обаяние.
Константин (Максим Онищенко)
Бармен ночного клуба «EROS». Пошёл на эту работу, чтобы победить алкогольную зависимость, так как думал, что если вокруг полно алкоголя, то желания выпивать не будет.
Михаил (Антон Лескин)
Ярко выраженный гопник, живущий в общаге.
Андрей Казимирович Сергеев (Николай Аверюшкин)
Дедушка Саши и отец Сильвестра Андреевича, сбежал в Мексику, чтобы его не нашли агенты Интерпола за аферу на сумму в 107 000 000 $. В отличие от Саши, любит тратить деньги Сильвестра Андреевича на развлечения, девушек и выпивку.
Лариса Сергеева (Елена Бирюкова)
В девичестве — Петрищева. Бывшая жена Сильвестра Андреевича, мать Саши. В бытность мужа сотрудником НИИ бросила его с сыном ради любовника-миллионера и уехала во Францию.
Хитра и артистична. Когда не смогла сразу помириться с бывшим мужем, сначала тянула деньги из Саши, после с его же помощью вселилась в дом Сильвестра Андреевича на Рублёвке. Впоследствии понимает, что, несмотря на долгие годы разлуки, она любит Сильвестра и хочет быть матерью Саши. В 254-й серии окончательно налаживает отношения с сыном и уже в 255-й серии готовится к свадьбе с Сильвестром Андреевичем.
Николай Семёнович (Виктор Удочкин)
Временный комендант общежития, двоюродный брат Петровича.
Лев Андреевич Мартынов (Андрей Лебедев)
Отец Антона, олигарх, партнёр по бизнесу и друг Сильвестра Андреевича. Как и Сильвестр Андреевич, любит деньги, пьянки и развлечения. Имеет отца, которого отправил в дом престарелых (по его собственному желанию).
Евгений Ольшанский в 195-й серии (он же Гончаров в 188-й серии) (Павел Галич)
Начальник Саши, старший менеджер магазина электротехники, по документам — соучредитель данного бизнеса. Поддерживает дисциплину системой штрафов, порой не подчиняющейся логике (штрафы за туалет, отсутствие харизмы). После попытки «надуть» Сашу с зарплатой (195-я серия) Сильвестр Андреевич сдал его налоговой полиции. Был под следствием, но потом стал управляющим кафе. После того, как проработал там пару дней, был уволен за мошенничество.
Полина Романова (Виктория Боня)
Ведущая программы «Гламур. Видеоверсия». Сильвестр Андреевич ухаживал за ней, сначала — безуспешно, но позже Полина даже переехала к нему жить. Вскоре выяснилось, что её настоящее имя — Оксана Зозуля, а цель — деньги олигарха. Сильвестр Андреевич, ослеплённый любовью, выгоняет из дома Сашу и Гену, когда те высказывают ему свои подозрения, однако в итоге её удаётся разоблачить и арестовать.
Николай Егорович.
Дворецкий Сильвестра Андреевича.

## Приглашённые знаменитости
- Павел Воля — камео; появился в фантазиях Аллы, когда герои представляли себя детьми Сильвестра Андреевича (19-я серия)
- Ольга Бузова — камео; Кузя познакомился с ней в «Одноклассниках», Бузова пришла в кафе, но Кузи не застала, так как он подумал, что она — толстушка, зашедшая ранее (40-я серия)
- Гарик Мартиросян — камео; ужинал с Аллой в ресторане «Байрон» (63-я серия)
- Анфиса Чехова — камео; Кузя воображал её своей девушкой (80-я серия)
- Александр Якин — Рома Букин, самозванный брат Саши (137-я серия)
- Виктор Логинов — Гена Букин, отец «брата» Саши (137-я серия)
- Илья Глинников — Паша, один из кавалеров Аллы и давний друг Кузи (147-я серия)
- Наталья Еприкян — камео; планировала выступление Comedy Woman в клубе «EROS» (154-я серия)
- Екатерина Варнава — камео; выступала в клубе «EROS» с Аллой (154-я серия)
- Татьяна Морозова — камео; отпросилась у Натальи Андреевны (154-я серия)
- Владимир Кристовский — камео; явился во сне Кузи в качестве музы (162-я серия)
- Сергей Писаренко — «суровый мужик», сосед Саши и Тани сверху (171-я серия)
- Евгений Никишин — музыкант, сосед Саши и Тани снизу (171-я серия)
- Сергей Глушко — камео; Сильвестр Андреевич выяснял, почему тот расстался с Полиной (207-я серия)
- Нюша — камео; Кузя собирался поехать вместе с ней в турне по России, но им помешал Гоша (228-я серия)
- Эвелина Блёданс — Ирэн, мама Антона Мартынова и жена Льва Мартынова, переспала с Кузей (254-я серия)